# Патюти
Патю́ти — село в Україні, у Козелецькій міській громаді Чернігівського району Чернігівської області. Населення становить 559 осіб. До 2016 орган місцевого самоврядування — Патютинська сільська рада.

## Історія
Патютин хутор було згадано в переписній книзі Малоросійського приказу (1666). Також наведено відомості про 4 жителів хутору: Савка Старченко з волом, Сенка Березка з волом, Демянко Сидоренко з 4 волами та конем, а також Ермолка Гарасимов сынъ Жукинецъ із 2 волами та 2 кіньми. Поряд у тексті згадано Сморчкова хутор, Глаткова хутор та деякі інші сусідні населені пункти.
Згідно з Рум'янцевським описом 1766 року до Козелецької сотні Київського полку належала деревня Пайтюти.
1923 року населення села налічувало 1691 особу на 383 двори. Патюти належали до Чемерського району Ніжинської округи Чернігівської губернії. Село мало свою сільраду та школу. До сільської ради належало також село Будище.
5 лютого 1965 року Указом Президії Верховної Ради Української РСР передано сільські ради Носівського району: Патютинську, Пилятинську, Ставиську та Хрещатенську — до складу Козелецького району.
12 червня 2020 року, відповідно до розпорядження Кабінету Міністрів України № 730-р «Про визначення адміністративних центрів та затвердження територій територіальних громад Чернігівської області», увійшло до складу Козелецької селищної громади.
19 липня 2020 року, в результаті адміністративно - територіальної реформи та ліквідації Козелецького району, село увійшло до складу Чернігівського району Чернігівської області.

## Політика

### Парламентські вибори, 2019
На позачергових парламентських виборах 2019 року у селі функціонувала окрема виборча дільниця № 740292, розташована у приміщенні будинку культури.
Результати
- зареєстрований 401 виборець, явка 64,34%, найбільше голосів віддано за «Слугу народу» — 27,56%, за Всеукраїнське об'єднання «Батьківщина» — 22,83%, за Радикальну партію Олега Ляшка — 14,96%[10]. В одномандатному окрузі найбільше голосів отримав Борис Приходько (самовисування) — 36,07%, за Олега Дмитренка (самовисування) — 21,72%, за Сергія Коровченка (самовисування) — 18,44%[11].

## Населення

### Мова
Розподіл населення за рідною мовою за даними перепису 2001 року:
| Мова       | Кількість | Відсоток |
| ---------- | --------- | -------- |
| українська | 650       | 98.93%   |
| російська  | 6         | 0.92%    |
| білоруська | 1         | 0.15%    |
| Усього     | 657       | 100%     |

## Пам'ятки
- Могила радянського воїна[d], який загинув при обороні села у серпні 1941р.;
- Могила[d] воїна-інтернаціоналіста М.П. Мартиненка (1965-1985рр.);
- Пам'ятний знак 288 воїнам-односельчанам[d], які загинули в 1941-1945рр.;